# Hermanas (pel·lícula)
Hermanas és una pel·lícula argentina-espanyola-brasilera escrita i dirigida per Julia Solomonoff i protagonitzada per Valeria Bertuccelli i Íngrid Rubio. Estrenada el 28 d'abril de 2005.

## Sinopsi
En 1984 dues germanes (Natalia i Elena) tornen a trobar-se a Texas després de nou anys sense veure's, quan començava la dictadura militar anomenada Procés de Reorganització Nacional (1976-1983). Natalia, que degué fugir a l'exili en 1975 quan el seu xicot va ser detingut-desaparegut, troba a la casa de la seva germana el manuscrit d'una novel·la del pare que conta la història de la família durant els anys de dictadura. Les germanes llavors han de parlar i respondre preguntes.

## Repartiment
- Valeria Bertuccelli com Elena Levín
- Íngrid Rubio com Natalia Levín
- Adrián Navarro	com Sebastián Morini
- Nicolás Pauls com Martín García Solís
- Milton de la Canal com Tomás Morini
- Horacio Peña com David Levín
- Mónica Galán com Marta Levín
- Eusebio Poncela com Luis Morini
- Pedro Pascal comoSteve
- Lidia Catalano
- Gustavo Pastorini com Turista americà

## Antecedents
La pel·lícula està basada en els fets polítics reals que van tenir lloc a l'Argentina després que la junta militar reaccionària de Jorge Rafael Videla prengués el poder el 24 de març de 1976. Durant el govern de la junta el parlament va ser suspès, els sindicats, els partits polítics i els governs provincials van ser prohibits, i en el que es va conèixer com la Guerra bruta entre 9.000 i 30.000 persones considerades "subversives" d'esquerres van desaparèixer de la societat.

## Recepció crítica
A Jeannette Catsoulis, crítica de cinema del The New York Times li va agradar la pel·lícula, especialment les actuacions de Valeria Bertuccelli i Íngrid Rubio, i va escriure: "Tot i que està restringida per un estil de direcció que insisteix a pintar dins de les línies, la pel·lícula té més èxit als rocallosos espais emocionals en què les germanes renegocien la seva relació i en què Elena, lluitant amb l'anglès, suporta el dolorós procés d'assimilació... ambdues actrius fan que la seva directora llueixi molt bé."
En la mateixa línia, Jonathan Holland, crític de cinema de la revista Varietyva apreciar l'actuació, però va donar a la pel·lícula una crítica variada i va escriure: "L'esquelet polític de l'Argentina dels anys 70 surt de l'armari amb un efecte majoritàriament positiu a Hermanas de Julia Solomonoff, un debut construït però una mica sense aire de l'ajudant de direcció de Diarios de motocicleta. La trama complexa no aprofita al màxim les possibilitats de suspens, però els rendiments de primera classe, un gran ambient i un missatge optimista es combinen per fer que la foto funcioni millor com a drama entre germans que com a thriller."
El crític V.A. Mesetto va pensar que el guió era previsible, però també li agradava l'actuació i va escriure: "Solomonoff treu interpretacions vívides de Valeria Bertuccelli (Elena) i Ingrid Rubio (Natalia) que compensen la previsibilitat del guió."
El crític de cinema Ed Gonzalez va escriure: "Solomonoff no crea contrastos gaire interessants entre el passat i el present, però les seves actrius sí que ho fan: Rubio i Bertucelli expressen com el ressentiment es menja la germanor dels seus personatges tan ricament que els molts flashbacks a l'Argentina, rodats desinteressadament en gestos de mà, sembla gairebé innecessaris."

## Distribució
La pel·lícula es va presentar per primera vegada al Buenos Aires Festival Internacional de Cinema Independent el 14 d'abril de 2005. Es va estrenar al país el 28 d'abril de 2005.
La pel·lícula es va projectar a diversos festivals de cinema, incloent: el Festival Internacional de Cinema de Toronto, Canadà, el 9 de setembre de 2005; el Festival Internacional de Cinema de São Paulo, Brasil; el Festival Internacional de Cinema de Valladolid, Espanya; el Festival Internacional de Cinema de Bangkok, Tailàndia; el Festival de Cinema Llatinoamericà de Tolosa de Llenguadoc; i altres.
Als Estats Units es va estrenar a Nova York el 6 de desembre de 2006.

## Nominacions
Ha estat nominada a l'Espiga d'Or de la Seminci de 2005, als Premis Butaca de 2006 (millor actriu per Íngrid Rubio) i als Premis Cóndor de Plata de 2006 a la millor actriu (Valeria Bertuccelli); Millor Vestuari (Beatriz De Benedetto i Fátima Macera).